# ایتال‌سمنتی
ایتال‌سمنتی (انگلیسی: Italcementi) شرکت مصالح ساختمانی ایتالیایی است، که در زمینه تولید و عرضه انواع سیمان، سنگدانه و بتن‌های آماده فعالیت می‌کند.
پیشینه تأسیس شرکت ایتال‌سمنتی به سال ۱۸۴۶ و راه‌اندازی شرکت سیمان برگامو بازمی‌گردد و فرم کنونی آن، در دهه ۱۹۲۰ با ادغام شرکت ساخت‌وساز متعلق به خانواده پرزنتی شکل گرفت. این شرکت امروزه محصولات خود را در آمریکای شمالی، اروپا، خاورمیانه و آسیا عرضه می‌نماید. در سال ۲۰۱۵ شرکت هایدلبرگ‌سمنت اقدام به خریداری ۴۵٪ از سهام ایتال‌سمنتی نمود. دفتر مرکزی شرکت ایتال‌سمنتی در شهر برگامو، ایتالیا قرار دارد و بخشی از سهام آن در بازار بورس ایتالیا معامله می‌شود.